# Ногачовка
Ногачовка (укр. Ногачівка) — село в Славутском районе Хмельницкой области Украины.
Население по переписи 2001 года составляло 277 человек. Почтовый индекс — 30080. Телефонный код — 3842. Занимает площадь 1,24 км². Код КОАТУУ — 6823986501.

## Местный совет
30080, Хмельницкая обл., Славутский р-н, с. Ногачовка

## Известные уроженцы
- Ходаковский, Феликс Викентьевич — выдающийся советский и российский строитель, Герой Социалистического Труда.